# Ultramafična kamnina
Ultramafične ali ultrabazične kamnine so temno obarvane magmatske in metamagmatske kamnine, ki vsebujejo 90 – 100 % mafičnih mineralov, na primer hiperstena, avgita in olivina. Kamnine vsebujejo veliko magnezija (več kot 18 % MgO), malo kalija  in zelo malo silicijevega dioksida (manj kot 45 %). Mednje spadajo pikrititi, peridotiti in pirokseniti. Iz ultramafičnih kamnin je zgrajen Zemljin plašč. 

## Ultramafične globočnine
Ultramafične globočnine so pogoste v velikih ultramafičnih intruzijah, v katerih so diferecirani tipi kamnin pogosto razslojeni. Takšne kumulatne kamnine ne predstavljajo kemije magme, iz katere so izkristalile. Ultramafični intruzivi vsebujejo dunite, peridotite in piroksenite. Nekatere redke vrste vsebujejo troktolit, ki ima večjo vsebnost kalcijevega plagioklaza in spada med anortozite. V zgornjem delu slojastih ultramafičnih sekvenc sta pogosta gabro in norit, včasih pa se pojavita tudi rogovača in flogopitit.

## Ultramafične predornine
Ultramafične predornine so izven arhaika redke in so v glavnem omejene na neoproterozoik ali obdobja pred njim, čeprav so nekatere bonititske lave, ki bruhajo za vulkanskimi loki, na primer na manuški plošči na Novi Gvineji, na meji z ultramafičnimi. Podognjeniške ultramafične kamnine in žilnine  so bolj odporne, vendar redke. Mnoge lave na Jupitrovi luni Io bi lahko bile ultramafične, kar je razvidno iz njihovih temperatur, ki so višje kot v mafičnih izbruhih na Zemlji.
Med ultramafične predornine spadajo komatiit  in pikritski bazalti. Komatiiti so možni gostitelji nikljevih rud.

## Ultrakalijeve ultramafične kamnine
Ultrakalijeve in melilitske kamnine spadajo zaradi posebnih meril v modelu taljenja v posebno skupino kamnin, vendar se zaradi velike vsebnosti kalija, velike podnasičenosti s silicijevim dioksidom in velike vsebnosti magnezijevega oksida (več kot  18%) obravnavajo kot ultramafične.
Ultrakalijeve ultramafične magmatske kamnine kot so lamprofir, lamproit in kimberlit so prodrle do Zemljine površine. Takšnih kamnin v sodobnih ognjeniških izbruhih niso opazili, čeprav gre za podobne pojave.
Večina tovrstnih kamnin se pojavlja v žilah, vulkanskih ceveh, lopolitih in lakolitih in zelo redko tudi v intruzijah. Večina kimberlita in lamproita se pojavlja v ognjeniških in podognjeniških diatremah in maarih. Lava je skoraj neznana.  
Poznani so dimniki proterozoiškega lamproita (rudnik diamantov Argyle, Zahodna Avstralija), kenozoiškega lamproita (Gaussberg na Antarktiki) in devonskega lamprofirja na Škotskem. Kimberlitske cevi v Kanadi, Rusiji in Južni Afriki imajo nepopolno ohranjene tefrske in aglomeratske facije. 
Na splošno gre za procese v diatremah, v katerih ni bilo pretoka lave, čeprav so se skladi tefre in pepela delno ohranili. Taline so vsebovale malo hlapnih snovi, zato je njihova kemija potekala drugače kot v tipičnih ultramafičnih kamninah.

## Metamorfne ultramafična kamnine
Metamorfizem ultramafičnih kamnin poteka v prisotnosti vode in/ali ogljikovega dioksida, pri čemer nastajata dva glavna razreda metamorfnih ultramafičnih kamnin: lojevčev karbonat in serpentinit. 
Reakcije, v katerih v ultramafičnih kamninah nastajajo karbonati, potekajo v spodnjih zelenih skrilavcih z metamorfizmom granulitskih facijev kadar je kamnina izpostavljena metamorfski tekočini z več kot 10 molskimi odstotki ogljikovega dioksida. Kadar ima  metamorfska tekočina manj kot 10% CO2, potekajo reakcije serpentinizacije, katerih produkti so združbe mineralov kloritskega, serpentinitskega in amfibolskega tipa.

## Porazdelitev v prostoru in času
Večina ultramafičnih kamnin je v orogenih pasovih, predvsem na arhajskih in proterozoiških površinah. Fanerozoiške ulramafične magme iz so redkejše, tako da so našli samo nekaj fanerozoiških lav, ki so resnično ultramafične. 
Mnogo površinskih nahajališč ultramafičnih kamnin je na ofiolitskih področjih, na katerih so kamnine iz globokega plašča prodrle na kontinentalno skorjo vzdolž podrivnih področij in nad njimi. 

## Zemlja in regolit, ki sta se razvila na ultramafičnih kamninah
Serpentinitska zemlja je zemlja, bogata z magnezijem in revna s kalcijem, kalijem in fosforjem, ki se je razvila na regolitu iz ultramafičnih kamnin. Ultramafične kamnine vsebujejo tudi veliko kroma in niklja, ki sta za rastline lahko strupena. Te značilnosti zemlje so povzročile  razvoj posebnega tipa rastlinstva. Pokrajine z ultramafično zemljo in zanjo značilnim  rastlinstvom so gozdnati in pustinjski predeli Apalačev in Piedmonta, planote med Apalači in Atlantikom v ZDA,  mokra makija v deževnem gozdu Nove Kaledonije in ultramafični gozd  na gori Kinabalu in drugod na severnem Borneu.  Rastlinstvo je običajno zakrnelo in včasih sorodno z  endemičnim rastlinstvom, ki se je prilagodilo ultramafični zemlji.  
V tropskih in subtropskih predelih iz ultramafičnih kamnin pogosto nastajajo debele bolj obstojne plasti magnezitno-apnenčastih kamnin, laterit in nekaj milimetrov do nekaj centimetrov debela skorja trde zemlje (ang.: duricrust). Z ultramafično zemljo z visoko vsebnostjo niklja so povezane značilne rastlinske združbe, ki so lahko indikator za odkrivanje prisotnosti niklja. 
Preperele ultramafične kamnine lahko tvorijo površinske depozite nikljevih rud.